# Клод де Шеврез
Клод де Шеврез (фр. Claude de Chevreuse; 1578—1657) — французький аристократ, принц де Жуанвіль, 1-ий герцог де Шеврез (1611—1657), пер Франції (1611), великий камергер Франції (1621—1643), великий сокольничий Франції (1622—1643).

## Біографія
Він був третім сином Генріха I, герцога Гіза та Катерини Клевської. Він став герцогом Шеврезським і пером Франції у 1611 році, великим камергером Франції у 1621 році та великим сокольничим Франції у 1622 році. Брав участь в облозі королівською армією гугенотської фортеці Монпельє.
20 квітня 1622 року в Парижі 44-річний Клод де Шеврез одружився з Марією де Роган (1600-1679), вдовою Шарля д'Альбера (1578-1621), герцога де Люїня, дочкою Еркюля де Рогана-Монбазона і Мадлен де Ленонкур (1576-1602). 
Клод був довіреною особою Карла I Англійського під час його шлюбу в Нотр-Дамі з Генрієттою Марією 1 травня 1625 року. Того ж року Карл I зробив його кавалером Ордена Підв'язки.

## Особисте життя
У Клода де Шеврез та Марії де Роган було троє дітей:
- Анна Марія Лотаринзька (1624–1652), абатиса Пон-о-Дам.
- Шарлотта Марія Лотаринзька (1627–1652), мадемуазель де Шеврез, коханка Жана Франсуа Поля де Гонді, кардинала Рец.
- Генрієтта Лотаринзька (1631–1693), абатиса Жуарра.

Він жив зі своєю сім'єю в Шато де Дамп'єр, поблизу Шевреза. Він доручив королівському архітектору Клеману Метезо спроєктувати в Парижі маєток Hôtel de Chevreuse, побудований у 1622–1623 роках на вулиці Сен-Тома-дю-Лувр на місці, де зараз є стоїть Будинку Наполеона у Луврі. 
Ведучи непомітний спосіб життя, Клод зумів дистанціюватися від змов дружини, яка, як фаворитка королеви Анни Австрійської, була замішана в багатьох політичних інтригах при дворі Людовіка XIII.
У січні 1657 року Клод, герцог де Шеврез, помер, не залишивши спадкоємця чоловічої статі. Титул герцога де Шеврез був переданий Луї-Шарлю д'Альберу (1620—1690), герцогу де Люїні (1621—1690), синові Марії де Роан від першого шлюбу.